# Eulophia venosa
Eulophia venosa är en orkidéart som först beskrevs av Ferdinand von Mueller, och fick sitt nu gällande namn av Heinrich Gustav Reichenbach och George Bentham. Eulophia venosa ingår i släktet Eulophia och familjen orkidéer. Inga underarter finns listade i Catalogue of Life.

## Bildgalleri

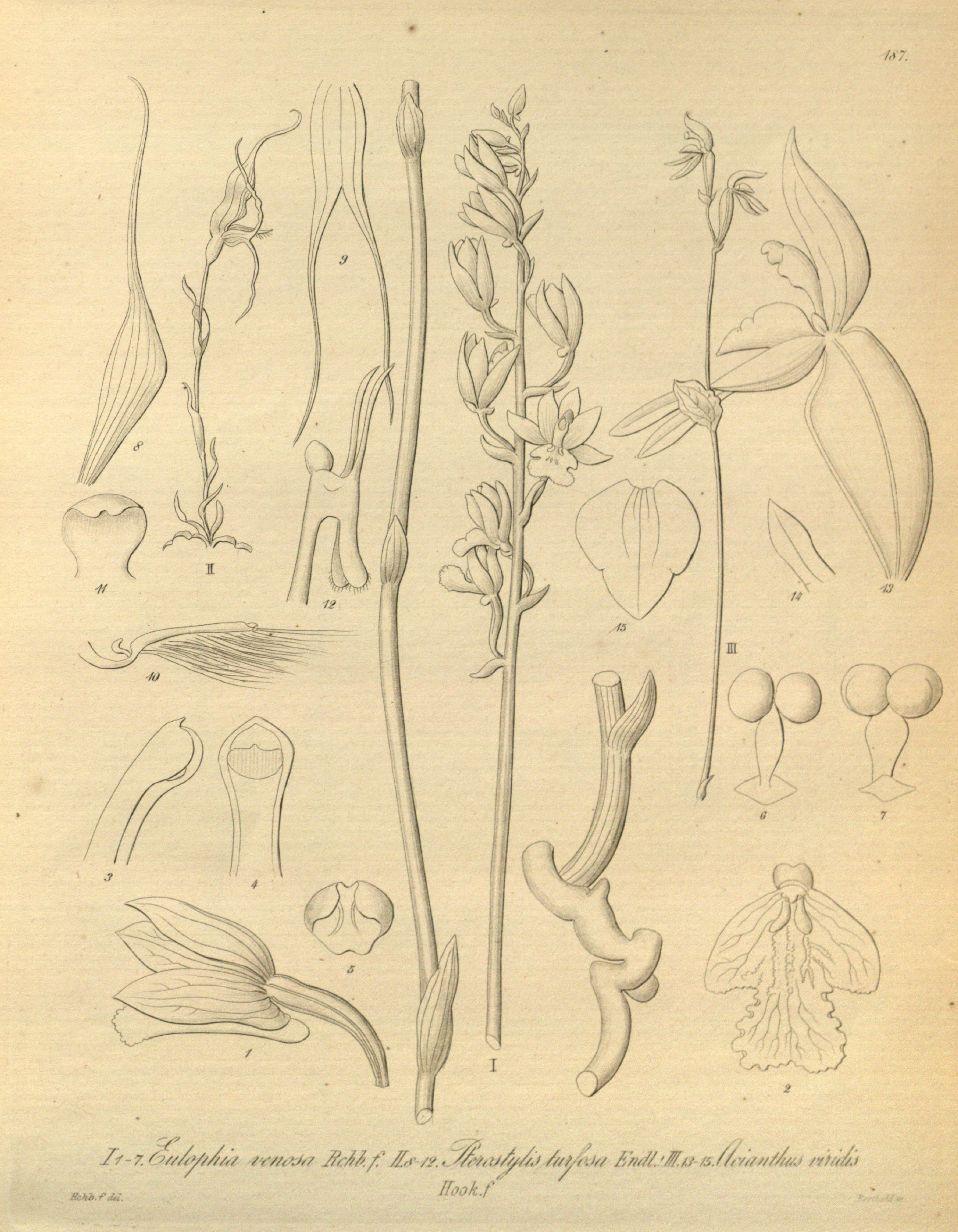